# Accokeek
Accokeek es un lugar designado por el censo ubicado en el condado de Prince George en el estado estadounidense de Maryland. En el Censo de 2010 tenía una población de 10.573 habitantes y una densidad poblacional de 141,76 personas por km².

## Geografía
Accokeek se encuentra ubicado en las coordenadas 38°40′36″N 77°0′2″O / 38.67667, -77.00056. Según la Oficina del Censo de los Estados Unidos, Accokeek tiene una superficie total de 74.58 km², de la cual 71.04 km² corresponden a tierra firme y (4.75%) 3.55 km² es agua.

## Demografía
Según el censo de 2010, había 10.573 personas residiendo en Accokeek. La densidad de población era de 141,76 hab./km². De los 10.573 habitantes, Accokeek estaba compuesto por el 24.87% blancos, el 64.42% eran afroamericanos, el 0.46% eran amerindios, el 5.52% eran asiáticos, el 0.03% eran isleños del Pacífico, el 1.9% eran de otras razas y el 2.79% pertenecían a dos o más razas. Del total de la población el 4.7% eran hispanos o latinos de cualquier raza.